# Kreuza (córka Kreona)
Kreuza (także Glauke, gr. Κρέουσα Kréousa, łac. Creusa, gr. Γλαύκη Glaúkē, łac. Glauce) – w mitologii greckiej królewna koryncka.
Uchodziła za córkę króla Kreona. Ożenił się z nią rozwiedziony z Medeą Jazon. Medea zemściła się na Kreuzie dając jej przeklętą suknię. Klątwa spowodowała, że suknia przylgnęła do ciała Kreuzy i zaczęła się palić. Kreuza spłonęła żywcem.